# Iwanopil
Iwanopil (ukrainisch Іванопіль; russisch Иванополь Iwanopol) ist eine Siedlung städtischen Typs im Süden der ukrainischen Oblast Schytomyr mit etwa 2.900 Einwohnern (Stand 2022).

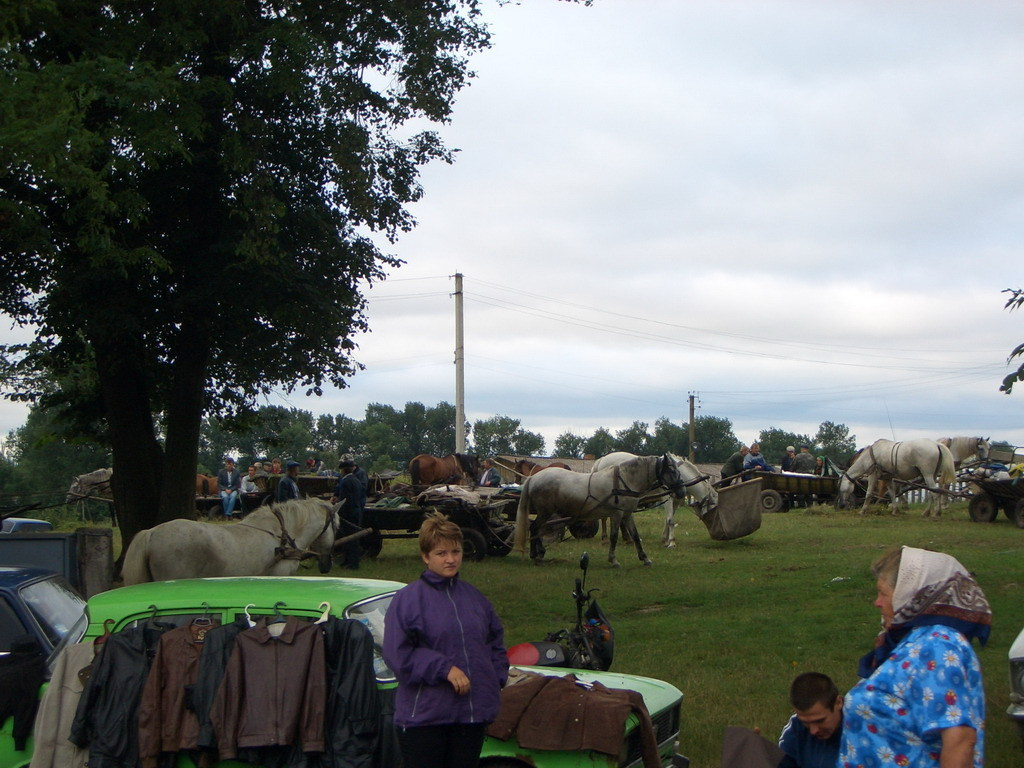
Marktleben im Ort

1924 erhielt die Ortschaft den Status einer Siedlung städtischen Typs.

## Geographie
Iwanopil liegt nördlich der Regionalstraße P–32 im Rajon Berdytschiw 32 km südlich vom ehemaligen Rajonzentrum Tschudniw, 77 km südwestlich vom Oblastzentrum Schytomyr sowie etwa 220 km südwestlich von der ukrainischen Hauptstadt Kiew.
Am 12. Juni 2020 wurde die Siedlung ein Teil der Landgemeinde Krasnopil, bis dahin bildete es zusammen mit den Dörfern Medwedycha (Медведиха) und Radisne (Радісне) die gleichnamige Siedlungsratsgemeinde Iwanopil (Іванопільська селищна рада/Iwanopilska selyschtschna rada) im Südosten des Rajons Tschudniw.
Am 17. Juli 2020 kam es im Zuge einer großen Rajonsreform zum Anschluss des Rajonsgebietes an den Rajon Berdytschiw.

## Holocaust
Im Zweiten Weltkrieg war Ivanopil (damals: Yanushpil) von Juli 1941 bis Januar 1944 von Deutschland besetzt. Am 29. Mai 1942 ermordeten deutsche Einheiten am Rande des Ortes über 800 jüdische Kinder, Frauen und Männer aus Yanushpil und benachbarten Dörfern. Das jüdische Leben in Yanushpil (im Jahr 1939 hatte das Dorf 721 jüdische Einwohner) wurde damit ausgelöscht. Einige Tage später wurden 40 bis 80 Roma ermordet.
Eine den Opfern der deutschen Besetzung gewidmete „Informationsstele“ wurde im Juni 2019 feierlich eingeweiht.

## Persönlichkeiten
- Harvey Leibenstein (1922–1994); US-amerikanischer Wirtschaftswissenschaftler